# Règle de Chatham House
La règle de Chatham House (en anglais : Chatham House Rule) est une règle  utilisée pour réglementer la confidentialité des informations échangées lors d'une réunion. Sa traduction en français est :

« Quand une réunion, ou l'une de ses parties, se déroule sous la règle de Chatham House, les participants sont libres d'utiliser les informations collectées à cette occasion, mais ils ne doivent révéler ni l'identité, ni l'affiliation des personnes à l'origine de ces informations, de même qu'ils ne doivent pas révéler l'identité des autres participants. »

## Histoire

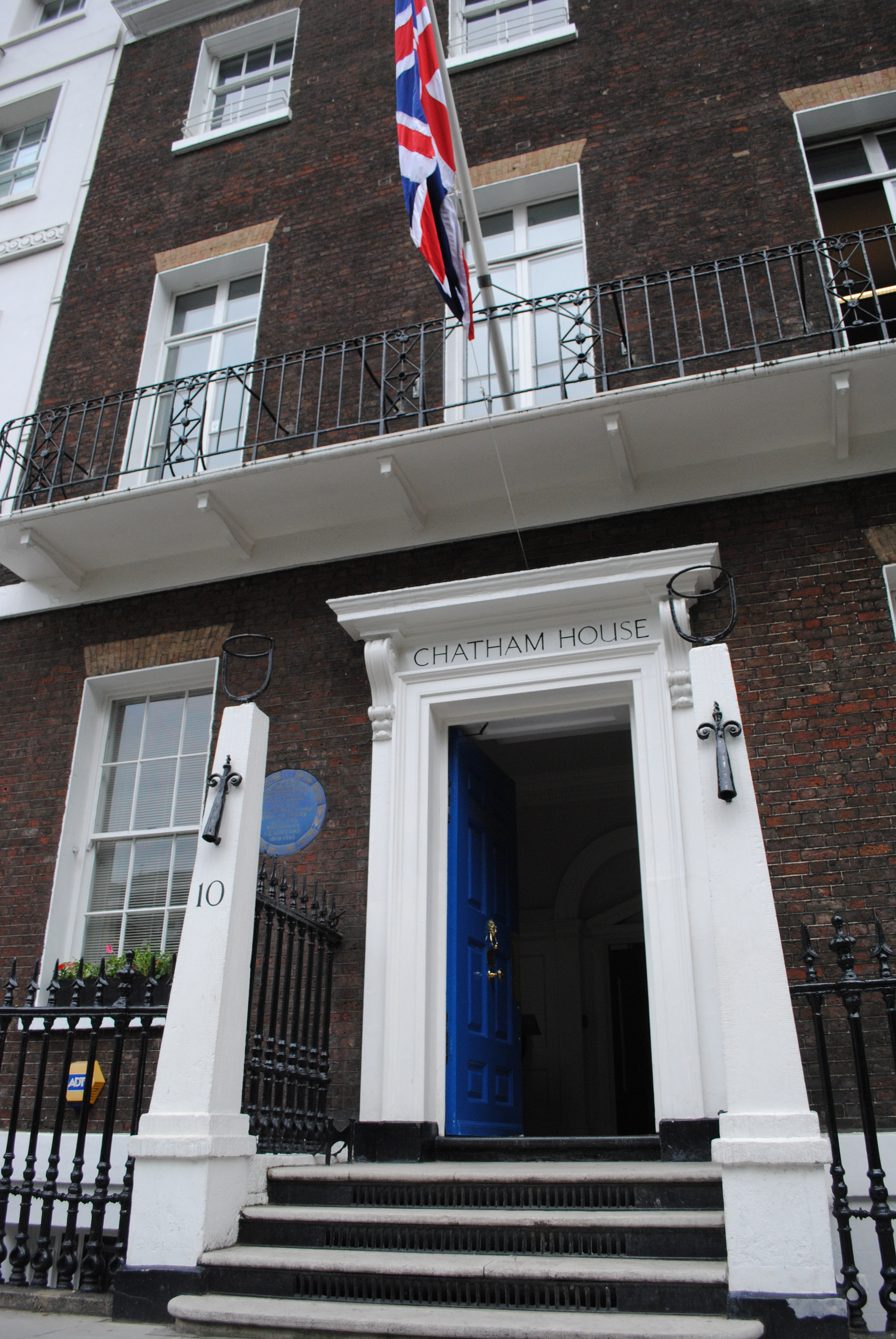
Chatham House.

La règle de Chatham House a été formalisée en 1927 pour faciliter les échanges au sein du Royal Institute of International Affairs (Chatham House).
À son origine, la règle avait pour objet de protéger l'anonymat des personnes participant à une réunion placée sous son égide, de manière à améliorer les relations internationales. Elle est maintenant largement utilisée à travers le monde anglo-saxon pour faciliter la liberté des discussions ; en effet, elle permet de résoudre un problème de frontières que rencontrent fréquemment les communautés de pratique, en ce qu'elle permet d'apporter les témoignages de ces dernières, tout en protégeant la liberté d'interaction nécessaire pour que ces communautés puissent avoir des discussions constructives.
Cette règle a fait l'objet de différentes mises à jour – la dernière en 2002.

## Organisations utilisant la règle de Chatham House
- Geneva Centre for Security Policy (GCSP)[2], Genève, Suisse ;
- Conférences données auprès des auditeurs de l'IHEDN (Institut des hautes études de Défense nationale, Paris, École militaire), le sont sous cette règle tant pour les sessions nationales (« Politique de défense », «Enjeux et stratégies maritimes», « Intelligence économique et stratégique », « Armement et économie de défense ») que pour les sessions en région, les cycles jeunes ou pour la Session Européenne des Responsables d'Armement (SERA) ;
- Centre des hautes études militaires, institut de formation des armées françaises[3] ;
- Groupe Bilderberg (Bilderberg Meetings[4]) lors de ses rencontres annuelles ;
- Plateforme RSE lors de ses réunions ;
- Centre des Hautes Etudes de Défense et de Sécurité du Sénégal ;
- forums de Caux organisés depuis 1946 par Initiatives et Changement à Caux, en Suisse ;
- Commission Trilatérale[5].
- Le Cycle des Hautes Études Européennes de L’INSP.
- La délégation parlementaire au renseignement pour les colloques organisés en son enceinte[6].